# 基斯堡 (伊利諾伊州)
基斯堡（英語：Keithsburg）是一個位於美國伊利諾伊州默瑟縣的城市。

## 地理
基斯堡的座標為41°06′00″N 90°56′14″W / 41.10000°N 90.93722°W，而該地的平均海拔高度為168米（即551英尺）。

## 人口
根據2010年美國人口普查的數據，基斯堡的面積為8.23平方千米，當中陸地面積為6.62平方千米，而水域面積為1.61平方千米。當地共有人口609人，而人口密度為每平方千米74人。